# Celeste O’Connor
Celeste O’Connor (* 2. Dezember 1998 in Nairobi, Kenia) ist eine US-amerikanische Person kenianischer Abstammung, die schauspielerisch tätig ist.

## Leben und Karriere
Celeste O’Connor wurde in Nairobi, Kenia geboren und wuchs in Baltimore, Maryland auf.
Ihr Filmdebüt gab O’Connor 2017 in dem Thriller Wetlands. 2018 spielte O’Connor in der Netflix-Produktion Unersetzlich die jüngere Version der von Gugu Mbatha-Raw verkörperten Hauptrolle. 2019 erhielt O’Connor eine Nebenrolle in dem Filmdrama Selah and the Spades. Im selben Jahr wurde sie für den Film Ghostbusters: Legacy gecastet, der im November 2021 in die Kinos kam.
O’Connor identifiziert sich als nichtbinär.

## Filmografie
- 2017: Wetlands
- 2018: Unersetzlich (Irreplaceable You)
- 2019: Selah and the Spades
- 2020: Freaky
- 2021: Ghostbusters: Legacy (Ghostbusters: Afterlife)
- 2023: A Good Person
- 2024: Madame Web
- 2024: Ghostbusters: Frozen Empire